# Hinton Waldrist
Hinton Waldrist is een civil parish in het bestuurlijke gebied Vale of White Horse, in het Engelse graafschap Oxfordshire met 328 inwoners. Tot 1974 viel het onder het graafschap Berkshire.